# JFace
JFace – zbiór rozszerzeń dla biblioteki SWT. Podobnie jak SWT jest rozwijany przez Fundację Eclipse w ramach platformy Eclipse. JFace jest biblioteką niezależną od platformy, ponieważ wszelkie specyficzne dla danego systemu operacje są realizowane przez SWT. Sposób implementacji tego zbioru rozszerzeń umożliwia korzystanie zarówno z dodatkowych funkcjonalności JFace, jak i bezpośrednio z elementów biblioteki SWT.

## Udostępniane rozszerzenia
- powiązanie dowolnych kolekcji obiektów (tablica, kolekcja) z komponentami wizualnymi (lista, tabela, drzewo) dzięki specjalnym obiektom opakowującym (tak zwane viewery)
- komponenty umożliwiające tworzenie kreatorów i okien dialogowych
- tworzenie własnych podpowiedzi kontekstowych
- dodatkowe układy komponentów (tzw. layouty)
- różnego typu klasy pomocnicze